# MTV Asia Awards 2008
Die MTV Asia Awards 2008 wurden am 2. August 2008 in der Arena of Stars, Genting Highlands in Malaysia vergeben. Es war die sechste und zugleich letzte Veranstaltung der MTV Asia Awards. Sie wurde von Jared Leto und Karen Mok moderiert.
Im Gegensatz zu früheren veranstaltungen konnte für die internationale Awards nicht abgestimmt werden. Die Sieger der regionalen Awards wurden wie vorher über Internet-Voting und SMS ermittelt.

## Live-Auftritte
- Jabbawockeez
- The Pussycat Dolls
- OneRepublic
- Electrico & Stefanie Sun
- The Script
- Leona Lewis
- Super Junior
- The Click Five
- Panic! at the Disco

Eenbenso trat das Project E.A.R. auf, eine rapgruppe, die aus Mitgliedern der Bands Ahli Fiqir (Singapur), Pop Shuvit (Malaysia), Saint Loco (Indonesien), Slapshock (Philippinen), Silksounds und Thaitanium aus Thailand bestand.

## Präsentatoren
- Dave Farrell
- Jaclyn Victor
- Joe Flizzow
- Leo Ku
- Miguel Chavez
- Moots!
- The Pussycat Dolls
- Show Lo
- Stefanie Sun
- The Script

## Sieger und Nominierte
Die Nominierungen wurden am 14. Juni 2008 verkündet. Die Gewinner sind vorangestellt und fett markiert.

### International Awards

#### Favorite International Artist in Asia
Linkin Park
- Avril Lavigne
- Fergie
- Justin Timberlake

#### Bring Da House Down
Muse
- Black Eyed Peas
- Christina Aguilera
- Linkin Park

#### The Innovation Award
Radiohead
- Goldfrapp
- Gwen Stefani
- Kanye West

#### Best Hook Up
OneRepublic feat. Timbaland – Apologize
- Rihanna feat. Jay Z – Umbrella
- Avril Lavigne feat. Lil Mama – Girlfriend
- Beyoncé & Shakira – Beautiful Liar

#### Breakthrough Artist
Leona Lewis
- OneRepublic
- Daughtry
- Mika

#### Video Star
Thirty Seconds to Mars – A Beautiful Lie
- Justice – D.A.N.C.E.
- Fergie – Clumsy
- Panic! at the Disco – Nine in the Afternoon

### Regional Awards

#### Favorite Artist Mainland China
Li Yuchun
- The Flowers
- Wang Feng
- Yang Kun

#### Favorite Artist Hong Kong
Leo Ku
- Andy Lau
- Eason Chan
- Joey Yung

#### Favorite Artist Indonesia
Yovie & Nuno
- Andra and the BackBone
- Mulan Jameela
- Nidji

#### Favorite Artist Korea
Super Junior
- Big Bang
- TVXQ
- Girls’ Generation
- Wonder Girls

#### Favorite Artist Malaysia
Nicholas Teo
- Faizal Tahir
- Pop Shuvit
- Siti Nurhaliza

#### Favorite Artist Philippines
Chicosci
- Urbandub
- Sandwich
- Sponge Cola

#### Favorite Artist Singapore
Stefanie Sun
- Electrico
- JJ Lin
- Tanya Chua

#### Favorite Artist Taiwan
Show Lo
- Mayday
- Jolin Tsai
- S.H.E

#### Favorite Artist Thailand
Saksit Vejsupaporn
- Bodyslam
- K-Otic
- Groove Riders

### Special Awards

#### The Style Award
- Panic! at the Disco

#### The Knockout Award
- The Click Five

#### The Inspiration Award
- Karen Mok